# Dolmen von Gallardet
Der Dolmen von Gallardet (auch Dolmen du Pouget) ist ein jungsteinzeitliches Ganggrab beim Ort Le Pouget im südfranzösischen Département Hérault. Die Architektur ist nur bedingt der Megalithkultur zuzurechnen, da die Wände des Baus ausschließlich aus exakt behauenen Steinen aufgeschichtet sind. Die Anlage war ehemals von einem Grabhügel (tumulus) bedeckt, von dem nur der untere Teil erhalten ist.

## Lage
Der Dolmen von Gallardet liegt auf einer Anhöhe etwa 1 km (Luftlinie) östlich des Flusses Hérault; die Entfernung vom Ort Le Pouget beträgt ebenfalls etwa einen Kilometer in westlicher Richtung.

## Beschreibung
Die restaurierte Ganganlage ist einer der größten Dolmen in der Region Languedoc-Roussillon und befindet sich in einem Langhügel. Der aus exakt behauenen, etwa 50 cm breiten und 15 bis 20 cm hohen Steinen geschichtete offene Gang ist etwa 12 m lang; im Innern verbreitert er sich leicht und endet in einer bis zu 2,0 m breiten Grabkammer, mit einem geraden Endstein. Megalithisch sind lediglich der Zugangs- und Endstein der Kammer sowie die Decksteine, von denen einer von einst vieren fehlt. Der gesprungene Zugangstein zur langen und schmalen Kammer hat ein schön abgerundetes ausgepicktes Seelenloch, wie es einige Anlagen besitzen. Das sauber verlegte Trockenmauerwerk der etwa 2,0 m hohen Kammer aus zugearbeitetem Plattenmaterial kragen nach innen über, so dass sich der Querschnitt nach oben verjüngt. 
Untersuchungen haben ergeben, dass die Anlage in römischer Zeit nachgenutzt wurde.